# Клевер золотистый
Кле́вер золоти́стый, или Клевер шурша́щий, или Хмелёк (ранее был известен также как Златощи́тник золотистый; лат. Trifólium áureum), — вид двудольных растений рода Клевер (Trifolium) семейства Бобовые (Fabaceae). Вероятно, первое научное описание сделал Карл Линней в Species plantarum в 1753 году, однако его название Trifolium agrarium не закрепилось в литературе.

## Распространение и среда обитания
Встречается в Европе и западной Азии. Занесён в Великобританию, США и Новую Зеландию.
Растёт на лесных лугах, залежах, на окраинах берёзовых рощ, среди посевов.

## Ботаническое описание

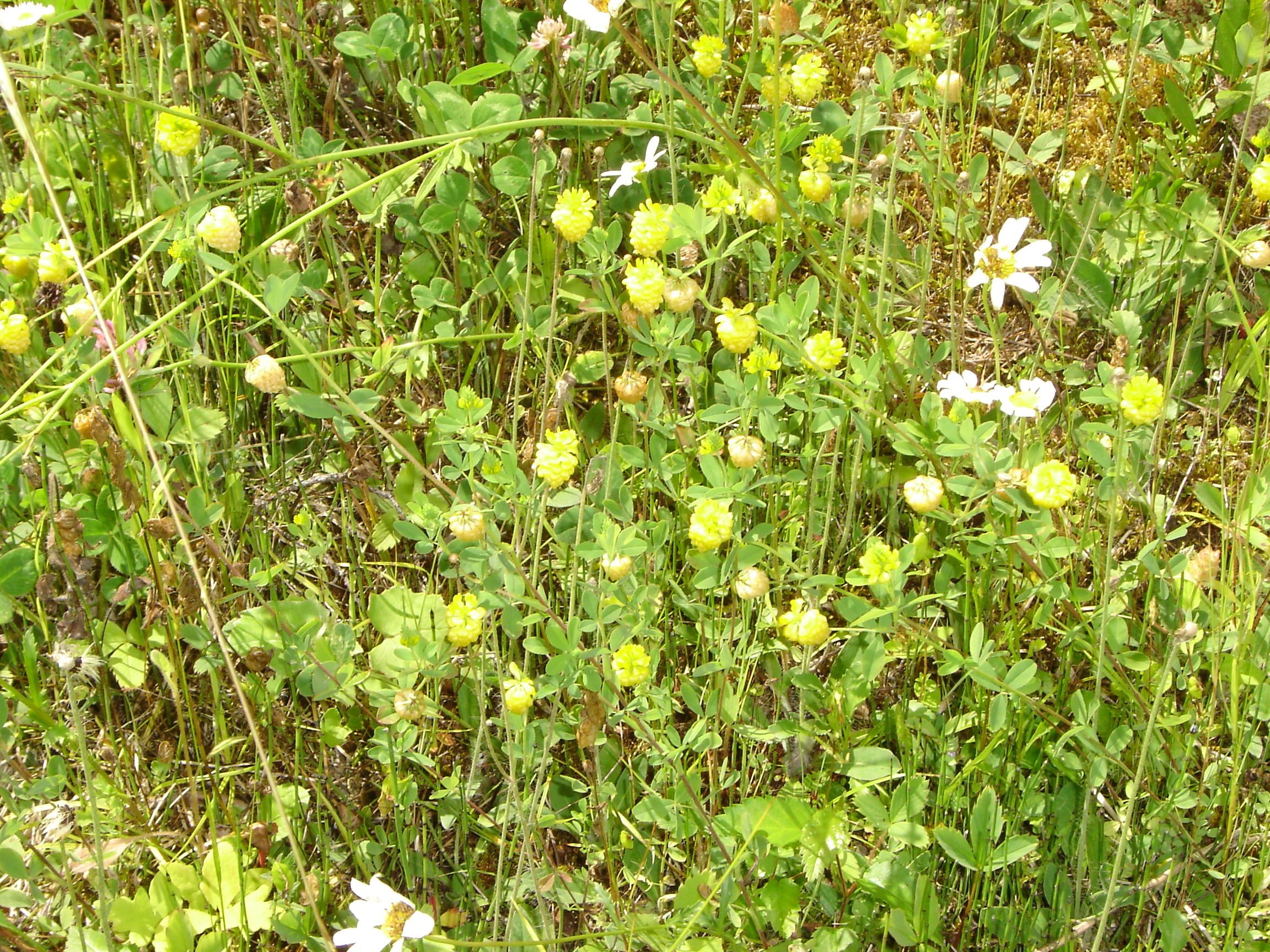
Группа цветущих растений

Одно- или двулетнее растение высотой 15—50 см с ветвистыми восходящими оволосёнными стеблями.
Листья сложные, состоят из тупоконечных или слегка выемчатых на конце листочков продолговато-обратнояйцевидной или продолговато-эллиптической формы.
Цветки золотисто-жёлтого цвета (отцветающие — светло-бурые) собраны в большое количество головчатых соцветий овальной или шаровидной формы; чашечка цветка покрыта волосками.
Плод — односемянный обратнояйцевидный боб.

## Значение
Сорное растение. Может использоваться человеком в качестве технического, лекарственного растения.

## Синонимы
Синонимичные названия:
- Chrysaspis aurea (Pollich) Greene
- Trifolium agrarium L.
- Trifolium strepens Crantz